# Косово (Накельський повіт)
Косово (пол. Kosowo, нім. Lindenburg) — село в Польщі, у гміні Мроча Накельського повіту Куявсько-Поморського воєводства.
Населення — 430 осіб (2011).
У 1975-1998 роках село належало до Бидгощського воєводства.

## Демографія
Демографічна структура станом на 31 березня 2011 року:
|          | Загалом | Допрацездатний вік | Працездатний вік | Постпрацездатний вік |
| -------- | ------- | ------------------ | ---------------- | -------------------- |
| Чоловіки | 216     | 50                 | 154              | 12                   |
| Жінки    | 214     | 44                 | 136              | 34                   |
| Разом    | 430     | 94                 | 290              | 46                   |